# Gilberto Dimenstein
Gilberto Dimenstein (São Paulo, 28 de agosto de 1956 — São Paulo, 29 de maio de 2020) foi um escritor e jornalista brasileiro. Foi o criador do portal Catraca Livre, comentarista da Rádio CBN e colunista da Folha de S.Paulo por 28 anos.

## Biografia
Nascido numa família judaica, era filho do pernambucano de origem ashkenazi polonesa Adolfo Dimenstein e de Ester Athias, uma paraense de ascendência sefaradi marroquina. Seus pais instalaram-se na Vila Mariana, distrito de São Paulo.
Estudou no Colégio I. L. Peretz, em São Paulo. Formado na Faculdade Cásper Líbero, foi colunista da Folha de S.Paulo e esteve na Rádio CBN. Já foi diretor da Folha de S.Paulo na sucursal de Brasília e correspondente internacional em Nova Iorque daquele periódico. Trabalhou também no Jornal do Brasil, Correio Braziliense, Última Hora, revista Visão e Veja. Foi acadêmico visitante do programa de direitos humanos da Universidade de Columbia, em Nova Iorque.
Por suas reportagens sobre temas sociais e suas experiências em projetos educacionais, Gilberto Dimenstein foi apontado pela revista Época em 2007 como umas das cem figuras mais influentes do país.
Ganhou o Prêmio Nacional de Direitos Humanos junto com dom Paulo Evaristo Arns, o Prêmio Criança e Paz, do Unicef, Menção Honrosa do Prêmio Maria Moors Cabot, da Faculdade de Jornalismo de Columbia, em Nova York. Também ganhou os prêmios Esso (categoria principal) e Prêmio Jabuti, em 1993, de melhor livro de não ficção, com a obra Cidadão de Papel.
Foi um dos criadores da ANDI - Comunicação e Direitos, uma organização não governamental que tem como objetivo utilizar a mídia em favor de ações sociais. Em 2009, um documento preparado na Escola de Administração de Harvard, apontou-o como um dos exemplos de inovação comunitária, por seu projeto de bairro-escola, desenvolvido inicialmente em São Paulo, através do Projeto Aprendiz. O projeto foi replicado através do mundo via Unicef e Unesco.
O senador Cristovam Buarque, que criou a Bolsa-escola quando era governador do Distrito Federal, revelou, em livro intitulado A força de uma ideia, de Carlos Herique Araújo e Marcelo Aguiar, que Dimenstein é um dos inspiradores desse programa.
Participou do programa de liderança avançada de Harvard e é o idealizador do site Catraca Livre, eleito o melhor blog de cidadania em língua portuguesa pela Deutsche Welle. O objetivo principal do site é agrupar informações que mostrem possibilidades acessíveis e de qualidade, virtuais ou presenciais, em várias áreas da atividade humana — cultura, saúde, mobilidade, educação, esportes e consumo —, em diferentes capitais do Brasil. Presente também no Facebook, rede social na qual possui quase oito milhões de seguidores, o Catraca se propõe a revelar personagens, tendências e projetos que inspirem soluções comunitárias inovadoras e inclusivas, mas também incita debates envolvendo questões sociais, culturais e políticas.
Em dezembro de 2013, anunciou, na própria coluna que escrevia para a Folha de S.Paulo, seu desligamento do jornal, do qual foi colunista por 28 anos.
Em 13 de fevereiro de 2017, deixou a Rádio CBN para criar um projeto próprio.
Em 2019, foi diagnosticado com um câncer no pâncreas, vindo a morrer em 29 de maio de 2020, aos 63 anos de idade, vítima da doença que o acometeu.

Em abril de 2020, entrevistado pelo Museu da Pessoa, relembrou a infância, sua experiência na universidade de Harvard, as ongs das quais ajudou e os livros que escreveu. Durante a entrevista, que afirmou ser o momento mais propício e dramático para concedê-la por estar vivendo um câncer em estado avançado, disse: “[...] Eu sempre tive um prazer na vida, que foi transformar a minha energia em energia também dos outros. Ou seja, usar as coisas que eu sei fazer para compartilhar e enriquecer o mundo, e certamente é por isso que eu não estou angustiado na minha morte”. Em seguida concluiu:
“[...] Nasci há 63 anos, tudo o que eu passei na minha vida foi com um olhar. Agora esse olhar é diferente, olhar de quem reaprendeu a ver a vida pela ideia da morte. E o que eu posso dizer para as pessoas é que não tenham medo, não tenham medo, porque você  vai encontrar cenas e momentos de amor e paixão e quando vir o pôr-do-sol, ele vai ser o pôr-do-sol mais lindo do mundo. Quando você sentir o vento no rosto, vai ser o vento no rosto mais lindo do mundo. A vida passa a ter encantos, que você passa a valorizar outras coisas, como se você de repente fosse uma…Para um país que você não conhece, de repente você está sentindo um encantamento, sem nada, sem ouvir uma música, sem ler um livro, sem nada. É um encantamento tão gigantesco, vai subindo, vai subindo assim. Parece que é como se eu estivesse ouvindo o quarto movimento da sinfonia nona de Beethoven. [...] Eu descobri uma nova vida perdendo a vida, esse é o resumo.”

## Livros publicados
- Aventuras da reportagem, em parceria com Ricardo Kotscho;
- A guerra dos meninos;
- O cidadão de papel;
- A democracia em pedaços;
- O aprendiz do futuro;
- As armadilhas do poder - Bastidores da imprensa;
- A história real;
- As aventuras da reportagem;
- Fomos maus alunos;
- O mistério das bolas de gude;[14]
- Meninas da noite;
- 10 lições de Filosofia para um Brasil Cidadão;
- 10 lições de Sociologia para um Brasil Cidadão;
- Os últimos melhores dias da minha vida (escrito em parceria com a sua mulher Anna Penido).